# Список охраняемых территорий Словении
Охраняемые территории Словении включают один национальный парк (словен. narodni park), три региональных парка (словен. regijski park), множество природных парков (словен. krajinski park) и сотни памятников природы (словен. naravni spomenik) и искусственные памятники природы (словен. spomenik oblikovane narave). Занимают 12,5 % территории Словении. Согласно постановлению о защите диких птиц создано 26 парков и специальных территорий, что составляет приблизительно четверть площади страны, находятся под защитой. Эти земли относятся к категории «особо охраняемых».

## Национальные парки
- Триглав (национальный парк)

## Региональные парки
- Региональный парк Внутренняя Крайна
- Кожанский Парк[2]
- Региональный парк Пещеры Шкочана (англ. Škocjan Caves Regional Park) (Шкоцьянске-Яме)
- Региональный парк Похорье.

## Природные парки
- Природный парк Бека
- Природный парк Бок
- Природный парк Драва
- Природный парк Гольте
- Природный парк Замковый комплекс Снежник
- Природный парк Яренинский дол
- Природный парк Ерузалем-Орможские холмы
- Природный парк Каменщак-Грастовец
- Природный парк Колпа
- Природный парк Кум
- Природный парк Лахинья
- Природный парк "Люблянское болото
- Природный парк Лютомерский пруд и Ерузалемские холмы
- Природный парк Долина Логара
- Природный парк Мариборского озера
- Природный парк Машун
- Природный парк Мрзлица
- Природный парк Нанос
- Природный парк Негова и Неговское озеро
- Природный парк "Планинская равнина
- Природный парк "Холмы Полхов Градец
- Карстовый природный парк Поникве
- Природный парк Порезен-Давча
- Природный парк Рачьи пруды-Пожег
- Природный парк "Рачненское карстовое поле
- Природный парк Рак-Шкочан
- Природный парк "Робанский цирк
- Природный парк Сечовле-Салина
- Мемориальный парк Домжале
- Природный парк Штаньель
- Природный парк Штатенберг
- Природный парк Струньян
- Природный парк Штурмовцы
- Природный парк "Холм Тиволи-Рожник-Шишка
- Природный парк Топла
- Природный парк "Трновский лес
- Природный парк Удинский лес[3]
- Природный парк «Буровые скважины и ванны Моравци»
- Природный парк Жаблек
- Природный парк Зайчья Добрава
- Природный парк Зеленцы
- Природный парк Згорня Идрийца

## Памятники природы
На 1 января 2012 года в Словении насчитывалось 1276 памятников природы.